# Севастьяновка (станция)
Севастьяновка (укр. Севастянівка) — остановочный пункт на железнодорожной линии Христиновка — Казатин в Черкасской области Украины. Относится к Шевченковской дирекции Одесской железной дороги.
Остановочный пункт расположен на однопутном неэлектрифицированном перегоне Христиновка — Монастырище участка Христиновка — Андрусово. Посадка и высадка пассажиров осуществляется на платформу слева по ходу движения из Христиновки.
На расстоянии около 100 метров к западу от платформы проходит автотрасса Т-2403. Между железной дорогой и автотрассой расположена лесополоса.
Ближайшие населённые пункты:
- Попудня — расположена в 2 км к востоку;
- Великая Севастьяновка — расположена в 2,5 км к юго-западу.

## История
В советское время Севастьяновка была станцией, на которой осуществлялось скрещивание, в частности, пассажирских поездов Жмеринка — Черкассы и Черкассы — Жмеринка.
В конце 1990-х годов движение по линии было сочтено малодеятельным, второй путь был разобран, станция преобразована в остановочный пункт.

## Пригородное сообщение
По состоянию на 30 октября 2013 года в Севастьяновке имеет остановки дизель-поезд маршрута Христиновка — Казатин — Христиновка, курсирующий по средам, четвергам, субботам и воскресеньям.
Пассажирские поезда дальнего следования после ликвидации путевого развития остановки в Севастьяновке не имеют.